# گرینستد
گرینستد (به لاتین: Grindsted) یک منطقهٔ مسکونی در دانمارک است که در بیلاند واقع شده‌است. گرینستد ۸٫۴۹ کیلومتر مربع مساحت و ۹٬۷۸۲ نفر جمعیت دارد.